# 효조슈
효조슈(일본어: 評定衆)는 가마쿠라·무로마치 시대에 설치됐던 권력기구의 이름이다. 가마쿠라 막부의 최고정무기관이기도 했으며, 행정, 사법, 입법 모두를 관장하는 권력기관이었다. 가마쿠라 막부 탄생의 공신 집안인 여러 고케닌(御家人) 집안들의 합의를 이끌어 내기 위해 설치됐으며 1225년 호조 야스토키(北条泰時)가 싯켄(執権) 자리에 올라 정무를 본 것이 최초이다. 1333년(겐코우(元弘) 3년) 닛타 요시사다(新田 義貞)에 의해 마지막 싯켄 호조 타카토키(北条俊時)가 자결하고 가마쿠라 체제가 붕괴되기까지 1백여년 간 실질적인 최고 정무 기관으로서 작용했으며 무로마치 시대에는 형식상으로만 존재했다.

## 역사
호조(北條)씨를 비롯한 가마쿠라 막부의 창업 공신들인 고케닌(御家人)들이, 취임한지 얼마되지 않은 제2대 쇼군 미나모토노 요리이에(源頼家)의 권력을 제한하고 실권을 차지하기 위해 쇼지(正治) 원년(1199년) '십삼인의 합의제'(十三人の合議制)를 설치한 것이 시초다. 
'효조슈'라는 정식 기구 명칭이 된 것은 1225년 고셋케로부터 양자로써 제4대 세이이타이쇼군 자리에 앉은 구조 요리쓰네(九條頼経)를 보좌하기 위해 싯켄 호조 야스토키가 유력 고케닌 집안 사람들로 구성된 정치적 합의체를 운영한 것이 그 원형이 되었다. 
효죠슈가 설치됐던 해는 미나모토노 요리토모의 부인 호조 마사코와 오오에노 히로모토가 사망한 해이기도 하였고, 가마쿠라 막부의 창업 '1세대'라고 할 수 있는 인물들이 전체적으로 정계 은퇴를 하는 시점이기도 했다(『아즈마카가미』 가로쿠 원년(1225년) 12월 21일조). 
가마쿠라 막부 공신 2세대로 구성된 새로운 정치적 협의체제인 '효조슈'는 싯켄(執権)을 그 의장으로 하였으며, 가마쿠라 막부 탄생에 공이 컸던 호조 씨가 내내 그 자리를 차지했다. 후기에 들어서자 호조 씨 본종가인 도쿠소(得宗)가 막부 기관인 효조슈의 합의 과정을 무시하고 권력을 독점하기 시작했고, 효조슈는 유명무실해졌다. 
가마쿠라 막부가 멸망한 뒤, 새로 들어선 무로마치 막부에도 효조슈는 막부의 정치 기관으로 존재는 했으나 실질적인 힘은 없었고, 아시카가 일족에 대한 명예직의 하나로 붙여지는 경향이 강하였으며, 정치 기구로서 효죠슈가 아니라 관직 이름으로서 효죠슈를 내려줬으므로 따로 싯켄은 존재하지 않았다. 
관직으로써의 효조슈는 아시카가 씨의 친족인 기라 씨(吉良氏)나 하타케야마 씨(畠山氏) 같이 아시카가 일족 중에서도 세이이타이쇼군과 가장 가까웠던 두 집안 가운데 하나가 맡았으며, 이 두 집안 출신이 아닌 효죠슈를 따로 '출세 효조슈'로 불러 구별하였다.

## 가마쿠라 막부 시대 효죠슈 명단
(註: 연도는 생몰년이 아닌 효죠슈 재임 기간, 명단 이름은 싯켄 포함 효죠슈 전체 명단임)
- 주조 이에나가(中条家長)　1225年12月～1236年8月
- 니카이도 유키무라(二階堂行村)　1225年12月～1238年2月
- 마치노 고준(町野康俊)  1225年12月～1238年6月
- 사이토 나가사다(斎藤長定)　1225年12月～1239年10月
- 미우라 요시무라(三浦義村)　1225年12月～1239年12月
- 호조 나리토키(北條業時) 혹은 사토 나리토키(佐藤業時)　1225年12月～1241年5月
- 야노 노리시게(矢野倫重)　1225年12月～1244年6月
- 고토 모토쓰나(後藤基綱)　1225年12月～1246年6月
- 나카하라노 모로카즈(中原師員)　1225年12月～1251年6月
- 니카이도 유키모리(二階堂行盛)　1225年12月～1253年12月
- 오타 야스쓰라(太田康連)　1225年12月～1256年10月
- 모리 스에미쓰(毛利季光)　1233年11月～1247年6月
- 쓰치야 무네미쓰(土屋宗光)　1234年～1235年5月
- 사사키 노부쓰나(佐々木信綱)　1234年1月～1236年9月
- 가노 다메스케(狩野為佐)　1234年6月～1246年6月
- 유키 도모미쓰(結城朝光)　1235年5月～1235年閏6月
- 호조 도모토키(北条朝時)  1236年9月～1236年9月(취임 즉시 사퇴)
- 기요하라 스에우지(清原季氏)　1236年～1243年9月
- 호조 스케토키(北条資時)  1237年4月～1251年5月
- 마치노 야스모치(町野康持)　1238年～1246年6月
- 미우라 야스무라(三浦泰村)　1238年4月～1247年6月
- 니카이도 유키요시(二階堂行義)　1238年4月～1268年閏1月
- 니카이도 모토유키(二階堂基行)　1239年～1240年12月
- 아다치 요시카게(安達義景)　1239年～1253年6月
- 호조 도모나오(北条朝直)  1239年～1264年5月
- 호조 마사무라(北条政村)  1239年10月～1256年3月
- 기요하라 미쓰사다(清原満定)　1239年～1263年11月
- 호조 쓰네토키(北条経時)  1241年6月～1242年6月
- 호조 아리토키(北条有時)  1241年6月～1243年
- 나가이 야스히데(長井泰秀)　1241年6月～1253年12月
- 우쓰노미야 야스쓰나(宇都宮泰綱)　1243年～1261年11月
- 지바노 히데다네(千葉秀胤)　1244年～1246年6月
- 미우라 미쓰무네(三浦光宗)　1244年～1247年6月
- 이가 미쓰무네(伊賀光宗)　1244年～1257年1月
- 야노 노리나가(矢野倫長)　1244年12月～1273年2月
- 모리 다다나리(毛利忠成)　1245年～1247年6月
- 호조 도키아키(北条時章)  1247年7月～1272年2月
- 니카이도 유키쓰구(二階堂行久)　1249年7月～1261年3月
- 호조 사네토키(北条実時)  1253年2月～1276年10月
- 호조 나가토키(北条長時)  1256年6月～1256年11月
- 아다치 야스모리(安達泰盛)　1256年6月～1285年11月
- 오타 야스무네(太田康宗）　1258年～1262年3月
- 니카이도 유키카타(二階堂行方)　1259年9月～1264年12月
- 니카이도 유키야스(二階堂行泰)　1259年～1265年10月
- 무토 가게요리(武藤景頼)　1259年9月～1267年8月
- 오타 야스아리(太田康有)　1262年6月～1282年12月
- 니카이도 유키쓰나(二階堂行綱)　1264年4月～1281年6月
- 니카이도 유키타다(二階堂行忠)　1264年4月～1290年11月
- 오타 도키이에(小田時家)　1264年11月～1271年2月
- 나카하라노 모로쓰라(中原師連)　1264年11月～1271年3月
- 호조 노리토키(北条教時)  1265年6月～1272年2月
- 호조 도키히로(北条時広)  1265年6月～1275年6月
- 나가이 도키히데(長井時秀)　1265年6月～1284年4月
- 사사키 우지노부(佐々木氏信)　1266年12月～1284年4月
- 호조 요시마사(北条義政)  1267年11月～1273年6月
- 아다치 도키모리(安達時盛)　1267年11月～1276年9月
- 호조 도키무라(北条時村)  1270年10月～1277年12月
- 니카이도 유키아리(二階堂行有)　1270年10月～1284年4月
- 호조 무네마사(北条宗政)  1272年10月～1281年8月
- 우쓰노미야 가게쓰나(宇都宮景綱)　1273年6月～1298年1月
- 호조 기미토키(北条公時)  1273年6月～1295年12月
- 호조 노리토키(北条宣時)  1273年9月～1287年8月
- 호조 나리토키(北条業時)　1276年3月～1284年4月
- 야노 노리쓰네(矢野倫経)　1276年4月～1284年
- 사토 나리쓰라(佐藤業連)　1276年4月～1287年4月
- 호조 요시무네(北条義宗)　1277年6月～1277年8月
- 호조 아키토키(北条顕時)　1278年2月～1285年11月
- 셋쓰노 지카마사(摂津親致)　1278年2月～1303年4月
- 아다치 아키모리(安達顕盛)　1278年3月～1280年2月
- 호조 도키모토(北条時基)　1278年3月～1298年4月
- 니카이도 요리쓰나(二階堂頼綱)　1282年2月～1283年10月
- 아다치 무네카게(安達宗景)　1282年2月～1285年11月
- 사사키 도키키요(佐々木時清)　1283年6月～1295年
- 호조 마사나가(北条政長)  1284年1月～1301年7月
- 호조 도키카네(北条時兼)  1286年6月～1296年6月
- 호조 무네노리(北条宗宣)  1287年10月～1297年7月
- 호조 모리후사(北条盛房)  1287年10月～1288年2月
- 호조 도키무라(北条時村)  1287年12月～1301年8月
- 호조 모로토키(北条師時)  1293年5月～1301年8月
- 호조 아키토키(北条顕時)  1293年10月～1298年4月
- 나가이 무네히데(長井宗秀)　1293年10月～1310年7月
- 오타 도키쓰라(太田時連)　1293年12月～1300年
- 호조 도키카네(北条時兼)  1295年3月～1296年6月
- 호조 가네토키(北条兼時)  1295年5月～1295年9月
- 사사키 무네쓰나(佐々木宗綱)　1295年～1297年9月
- 니카이도 모리쓰나(二階堂盛綱)　1295年～退年不詳
- 야노 노리카게(矢野倫景)　1295年～退年不詳
- 니카이도 유키후지(二階堂行藤)　1295年～1302年8月
- 호조 무네야스(北条宗泰)  1298年4月～1305年8月
- 호조 쓰구토키(北条久時)  1298年4月～1307年1月
- 호조 무네카타(北条宗方)  1300年12月～1305年5月
- 호조 도키이에(北条時家)  1301年8月～1304年9月
- 호조 히로모치(北条煕時)  1301年8月～1311年10月
- 호조 무네노리(北条宗宣)  1302年2月～1305年7月
- 호조 나리토키(北条斉時)  1303年4月～1313年7月
- 호조 모토토키(北条基時)  1305年8月～1313年7月
- 호조 고레사다(北条維貞)  1306年8月～1315年9月
- 호조 구니토키(北条国時)  1307年1月～1313年
- 호조 아키자네(北条顕実)  1307年1月～1327年3月
- 호조 사다후사(北条貞房)  1307年12月～1308年11月
- 호조 사다아키(北条貞顕)  1309年3月～1310年6月
- 호조 도키토시(北条時俊)  1310年7月～退年不詳
- 호조 모리토키(北条守時)  1311年6月～1326年4月
- 호조 사다노리(北条貞宣)  1313年7月～1320年5月
- 호조 사다노리(北条貞規)  1317年12月～1319年6月
- 호조 사다마사(北条貞将)  1318年6月～1324年11月
- 호조 사다나오(北条貞直)  1320年5月～1333年5月
- 호조 노리사다(北条範貞)  1320年12月～1321年11月
- 호조 도키하루(北条時春)  1320年～1330年12月
- 호조 고레사다(北条維貞)  1324年10月～1326年4月
- 호조 시게토키(北条茂時)  1326年5月～1330年7月
- 호조 다카이에(北条高家)  취임연도 불명～1326年3月
- 호조 후지토키(北条藤時)  취임연도 불명～1326年3月
- 호조 도시토키(北条俊時)  취임연도 불명～1333年5月
- 호조 이에토키(北条家時)  취임연도 불명～1333年5月
- 나가사키노 다카스케(長崎高資)　취임연도 불명～1333年5月
- 호조 사다후유(北条貞冬)  1329年12月～1333年5月
- 호조 사다마사(北条貞将)  1330年7月～1333年5月
- 호조 노리사다(北条範貞)  1330年12月～1333年5月
- 호조 도키시게(北条時茂)  1331年～1333年5月

## 참고자료
- 사사키 후미아키(佐々木文昭) 가마쿠라막부 협의기구의 성립과정(「鎌倉幕府評定制の成立過程」) 일본사학잡지(『史学雑誌』) 92편 제9호(1983년 발행)
- 중세공무신제의 연구(『中世公武新制の研究』) 요시카와 고분칸(吉川弘文館) 2008년 발행 ISBN 978-4-642-02877-6 제2부, 4장 게재